# Kabinett Seidel I
Das Kabinett Seidel I bildete vom 16. Oktober 1957 bis zum 9. Dezember 1958 die Staatsregierung des Freistaates Bayern. Die Regierungsbildung erfolgte nach dem Austritt des Gesamtdeutschen Block/Bund der Heimatvertriebenen und Entrechteten (GB/BHE) und der Bayernpartei (BP) aus der SPD-geführten Regierung unter Wilhelm Hoegner. Auslöser dafür war die Bundestagswahl 1957, bei welcher die Unionsparteien einen überragenden Sieg erreichten. Die CSU konnte daraufhin zuerst den GB/BHE und dann die Bayernpartei zum Austritt aus der Viererkoalition von SPD, GB/BHE, BP und FDP bewegen. Am 8. Oktober 1957 trat daraufhin Ministerpräsident Hoegner zurück und Hanns Seidel bildete eine Koalition aus CSU, GB/BHE und FDP, welche über eine Mehrheit von 115 der 204 Sitze im Landtag verfügte. Dieser Regierung folgte nach der Landtagswahl 1958 das zweite Kabinett unter Hanns Seidel.
| Amt                                    | Name              | Partei | Staatssekretäre                    |
| -------------------------------------- | ----------------- | ------ | ---------------------------------- |
| Ministerpräsident                      | Hanns Seidel      | CSU    | –                                  |
| Stellvertreter des Ministerpräsidenten | Walter Stain      | GB/BHE | –                                  |
| Arbeit und Soziale Fürsorge            | Walter Stain      | GB/BHE | Paul Strenkert                     |
| Inneres                                | Otto Bezold       | FDP    | Heinrich Junker                    |
| Justiz                                 | Willi Ankermüller | CSU    | Alfons Goppel                      |
| Finanzen                               | Rudolf Eberhard   | CSU    | Albrecht Haas                      |
| Wirtschaft und Verkehr                 | Otto Schedl       | CSU    | Willi Guthsmuths                   |
| Landwirtschaft und Forsten             | Alois Hundhammer  | CSU    | Erich Simmel                       |
| Unterricht und Kultus                  | Theodor Maunz     | CSU    | Karl Burkhardt ab 5. November 1957 |